# Векшё Лейкерс
«Векшё Лейкерс» (швед. Växjö Lakers Hockey) — профессиональный хоккейный клуб, представляющий шведский город Векшё. Выступает в Шведской хоккейной лиге. Домашняя арена — Вида Арена — вмещает 5 750 зрителей.

## История
Клуб был основан в 1997 году, после того как был расформирован его предшественник — ХК «Векшё». Поначалу «Лейкерс» выступали в низших шведских дивизионах, а в сезоне 2003/04 клуб дебютировал в лиге Аллсвенскан. В новой лиге «Векшё Лейкерс» укрепились на позиции середняков, в первом же сезоне сенсационно подписав известного американца Шона Подейна, на счету которого 699 матчей в Национальной хоккейной лиге, а также Кубок Стэнли 2001 года, завоёванный в составе «Колорадо Эвеланш». Покупка Подейна стала, по мнению многих, «приобретением года» в Швеции, а сам игрок быстро стал любимцем шведской публики, в 68 матчах набрав 48 (20+28) очков.
Всего «Векшё» провёл 8 сезонов в Аллсвенскане, трижды за это время выходя в квалификационную серию. Тем не менее в сезоне 2010/11 «Лейкерс» сумели завоевать право участвовать в Элитной серии, также установив рекорд по количеству набранных очков в квалификации (26). 13 сентября 2011 года клуб дебютировал в Элитной серии, уступив «Фрёлунде» со счётом 0:2. 2 дня спустя «Лейкерс» взяли свои первые очки в Элите, по буллитам обыграв «Лулео» со счётом 3:2, несмотря на то, что в третьем периоде они проигрывали с разницей в две шайбы. 16 сентября состоялся первый домашний матч клуба, проходивший на заполненной до отказа Вида Арене, который завершился поражением «Векшё» со счётом 2:4 от клуба «Линчёпинг». 10 дней спустя «Лейкерс» одержали свою первую победу в Элите на домашнем льду, обыграв МОДО со счётом 4:1. 8 октября состоялось первое в истории Элитной серии смоландское дерби, в котором победу по буллитам со счётом 3:2 одержал чемпион сезона 2010/11 ХВ71.
В первые два сезона в высшем дивизионе команда не проходила в плей-офф (однако избегала и переходного турнира). В сезоне 2013/14 «Векшё» стал третьим в регулярном чемпионате, уступил в полуфинале плей-офф. В регулярном первенстве 2014/15 команда снова стала третьей, а в плей-офф одержала победу, переиграв в финале чемпиона двух предыдущих сезонов — «Шеллефтео». Этот успех был достигнут под руководством тренера Сама Халлама (Sam Hallam), приз лучшему игроку плей-офф получил американский защитник «Векшё» Ноа Уэлш.

## Форма и логотип

Эмблема клуба до 2011 года

Эмблема клуба с 2011 по 2017 год

Изначально в своей форме клуб использовал красные и синие цвета, однако 18 апреля 2011 года руководство «Векшё» объявило о том, что с нового сезона клуб будет облачаться в оранжевые и синие цвета, а также сменит свой логотип.

## Арена
До 2011 года клуб выступал на арене «Векшё Исхалль», которая была возведена в 1970 году и реконструирована 34 года спустя. Перед началом сезона 2011/12 «Лейкерс» переехали на новую Вида Арену, вмещающую чуть более 5 200 зрителей.

## История выступлений
| Сезон   | Лига          | Место | Прим                   |
| ------- | ------------- | ----- | ---------------------- |
| 1997/98 | Дивизион 4    | 2     |                        |
| 1998/99 | Дивизион 4    | 1     | Выход в Дивизион 2     |
| 1999/00 | Дивизион 2    | 3     |                        |
| 2000/01 | Дивизион 2    | 1     | Выход в Дивизион 1     |
| 2001/02 | Дивизион 1    | 1     |                        |
| 2002/03 | Дивизион 1    | 1     | Выход в Аллсвенскан    |
| 2003/04 | Аллсвенскан   | 7     |                        |
| 2004/05 | Аллсвенскан   | 5     |                        |
| 2005/06 | Аллсвенскан   | 10    |                        |
| 2006/07 | Аллсвенскан   | 6     |                        |
| 2007/08 | Аллсвенскан   | 6     |                        |
| 2008/09 | Аллсвенскан   | 5     | Квал. серия            |
| 2009/10 | Аллсвенскан   | 3     | Квал. серия            |
| 2010/11 | Аллсвенскан   | 1     | Выход в Элитную серию  |
| 2011/12 | Элитная серия | 9     |                        |
| 2012/13 | Элитная серия | 10    |                        |
| 2013/14 | Элитная серия | 3     | Полуфинал плей-офф     |
| 2014/15 | Элитная серия | 3     | Победитель плей-офф    |
| 2015/16 | Элитная серия | 6     | Полуфинал плей-офф     |
| 2016/17 | Элитная серия | 1     | Четвертьфинал плей-офф |
| 2017/18 | Элитная серия | 1     | Победитель плей-офф    |

## Достижения
- Чемпион Швеции (4): 2015, 2018, 2021, 2023.
- Чемпион Аллсвенскан: 2011.
- Финалист Хоккейной Лиги чемпионов: 2018.